# André Ladner
André Ladner (Suiza; 20 de mayo de 1962 – 29 de julio de 2025) fue un jugador y entrenador de fútbol suizo que jugó en la posición de defensa.

## Carrera

### Club
| Periodo   | Club           | Apariciones | Goles |
| --------- | -------------- | ----------- | ----- |
| 1980–1985 | Grasshopper CZ | 93          | 4     |
| 1985–1987 | FC Basel       | 58          | 3     |
| 1987–1991 | FC Lugano      | 132         | 0     |

### Selección nacional
A nivel de selecciones menores jugó para Suiza en la categoría sub-21 en una ocasión en 1985. Debutó con Suiza el 26 de octubre de 1983 en la victoria por 2–0 sobre Yugoslavia. Jugó cuatro partidos internacionales hasta 1984.

### Entrenador
| Periodo   | Club             |
| --------- | ---------------- |
| 2017–2018 | FC United Zürich |
| 2018–2019 | FC Zürich Frauen |

## Logros
- Superliga de Suiza (3): 1981/82, 1982/83, 1983/84
- Copa de Suiza (1): 1982/83[3]